# Szent Lőrinc-folyó

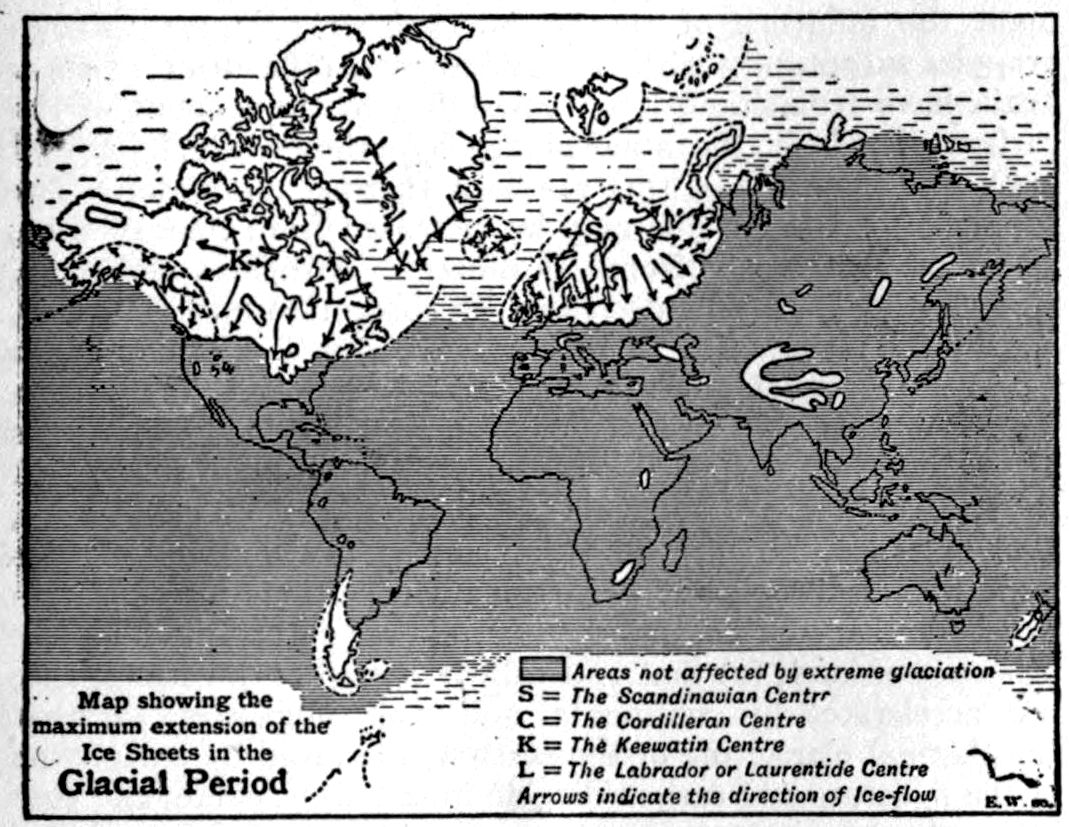
A pleisztocén kori jégpajzsok (L a Labrador-pajzs)

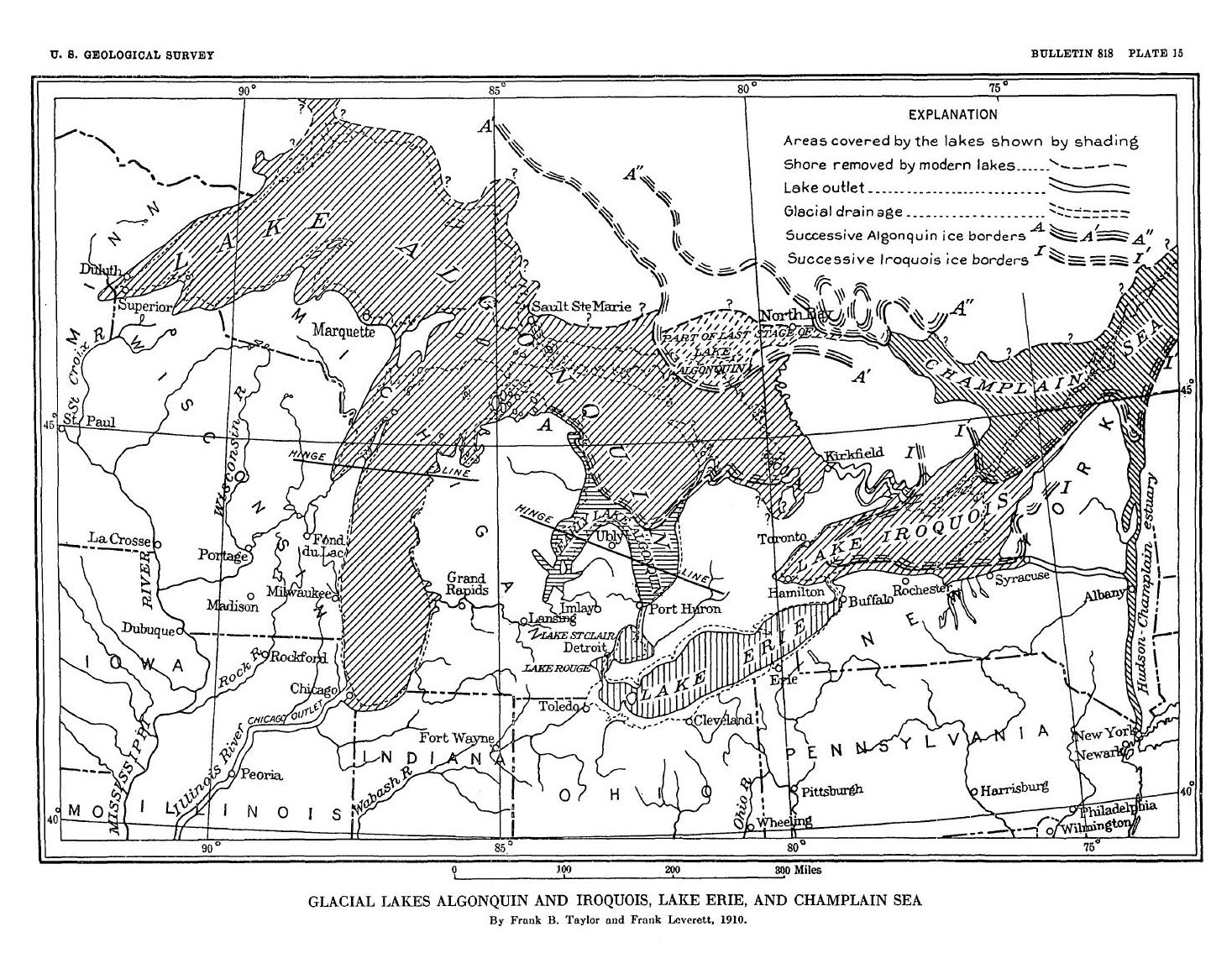
Az Algonkin-tó és a Champlain-tenger a jég visszahúzódása közben

Az Ezer sziget

A Szent Lőrinc-folyó (angolul: Saint Lawrence River; franciául: fleuve Saint-Laurent; irokézül Kaniatarowanenneh) a Nagy-tavakat az Atlanti-óceánnal összekötő folyam. Egy szakaszon sodorvonala az Amerikai Egyesült Államok és Kanada határa. Észak-Amerika legnagyobb hozamú folyója a Mississippi után.

## Földrajzi helyzete
Az Ontario-tóból ered, és egy földtani törésvonalon folyik északkeletnek az Atlanti-óceán felé. Átfolyik Montréalon és Québecen.

### Kialakulása
A legutóbbi eljegesedés idején Amerika északi részét három, egymással csaknem (illetve többé-kevésbé) összeérő jégpajzs borította; a kontinens északkeleti sarkát a Labrador-pajzs fedte le. A szárazföldi jég felhalmozódása drasztikusan leapasztotta a Világóceánt, amelynek vízszintje mintegy 115–120 méterrel volt a jelenlegi alatt. A peremei felé szétcsúszó jégpajzs egyenetlenül koptatta lecsiszolt kőzeteket; a puhább kőzetekben mélyedéseket alakított ki. A jégpajzs kiolvadása után a szárazföldön till maradt vissza, a mélyedéseket pedig feltöltötte a víz; azokban tavak, tórendszerek alakultak ki. A jelenlegi Nagy-tavak egy így létrejött tóóriás, az Algonkin-tó maradványai. Ennek vizét az Illinois-folyó és az Ohio őse vezette le dél, a Mexikói-öböl felé. Mivel a jégpajzs terhe alatt a Kanadai-ősföld és környezete jelentősen lesüllyedt, a megemelkedő Atlanti-óceán messze benyomult a szárazföldre, és peremtengereként kialakította a mostani Ontario-tóig érő Champlain-tengert, amelybe széles tölcsértorkolattal ömlöttek északról és délről a folyók — egyebek közt a mai Hudson-folyó őse, amely akkor még a mostani New York környékén eredt és északnak folyt.
A jég leolvadásának hatására a szárazföld emelkedni kezdett, és ez apránként drasztikusan átrendezte a terület vízrajzát:
- Az óceán visszahúzódott, az egykori Champlain-tenger helyén kialakult az Ontario-tó és a Szent Lőrinc-folyó;
- Az Algonkin-tó összehúzódott és feldarabolódott; medencéjének mélyebb részein maradtak vissza a mostani Nagy-tavak (az Ontario-tó kivételével) és számos kisebb tó, egyebek között:
  - Simcoe-tó,
  - Nipigon-tó,
  - Nipissing-tó.
- Az Ontario-tó és a Szent Lőrinc-folyó vízrendszere lefejezte az Illinois-folyót és az Ohiót; a Nagy-tavak vizét már nem ezek vezetik le, hanem a Niagara, majd a Szent Lőrinc-folyó (Czaya) .
- A Hudson-folyó folyása megfordult; jelenleg a Szent Lőrinc-folyótól nem sokkal délnek ered és dél felé folyik New York és Vermont államok határán.
- A Champlain-tenger maradványa a Hudson völgyében a Champlain-tó és a György-tó (Lake George), a Szent Lőrinc-folyó völgyében a Szent Péter-tó (Lac Saint-Pierre).

### Szakaszai
Hossza legtávolabbi forrásától (North River) a torkolatig 3058 km; de ez a számítgatás csak ellentmondásokhoz vezet, mert ehhez a teljes Niagara-folyót a Szent Lőrinc részének kell tekintenünk. Maga a folyam az Ontario-tótól a torkolatig 1197 km. Az Ontario-tó alatt szintesése mindössze 75 m, és ez rendkívül egyenetlenül oszlik el a medre alatti kőzetek erodálhatóságától függően: útjának nagy részén alsószakasz jellegű, tavas-szigetes, rövidebb szakaszokon azonban zuhatagos–sellős, felsőszakasz jellegűvé válik. Ezeken a szakaszokon nem hajózható; emiatt kellett kiépíteni vele párhuzamosan a Szent Lőrinc víziutat.
Első, mintegy 80 km hosszú szakasza közvetlenül az Ontario-tó (Kingston) alatt az Ezer sziget (angolul: Thousand Islands, franciául: Mille-Îles; nem tévesztendő össze az indonéz szigetvilág hasonnevű részével) alsószakasz jellegű vízivilága 1692 szigettel (Révai). Ezek többségét tajga borítja. A viszonylag megengedő angol definíció szigetnek tekint minden olyan zátonyt, amelynek egész évben a vízszint fölé emelkedő része nagyobb mint egy négyzetláb (0,093 m²) és rajta legalább két élő fa nő. Ezen kritériumok alapján a vízivilágban 1864 sziget van.
Ezt egy rövid, 3,5 km-re (Új Idők) összeszűkülő és felsőszakasz jellegű rész követi sellőkkel, de szigetei itt is vannak. Legnagyobb sellői a Long Sault és a Big Pitch (Pallas), valamint a Galoups és a Plat (Új Idők).
Határfolyó jellege az Ontario állambeli Cornwallnál ér véget; onnan teljesen kanadai területen folyik tovább. Ismét alsószakasz jellegre vált, és a 45 km hosszú Szent Ferenc-tóban 15 km szélesre terpeszkedik (Új Idők).
Közvetlenül a Szent Ferenc-tó alatt másodszor is felsőszakasz-jellegűre vált és zúgókkal–vízesésekkel (Soulanges-sellők folyt a Szent Lajos-tóig. Erre a szakaszra jut a teljes szintkülönbség legnagyobb része, ezért a folyón két vízlépcsőt alakítottak ki a Moses Saunders vízerőmű és Beuhornois vízerőmű vízierőművekkel, 6 hajózsilippel és oldalcsatornákkal (MNL). A Szent Lajos-tó alatt már végig alsó szakasz jellegű sok kis szigettel. Nem sokkal a tó alatt ömlik belé nagy baloldali mellékvize, az Ottawa. A torkolatnál kialakult nagy szigeten épült Montréal városa. Folyását rendre tavak lassítják (Richelieu-tó — 337 km², Szent Móric-tó; a Szent Péter-tó 48 km hosszú és 20 km széles). Nagy jobboldali mellékvize a Champlain-tó vizét levezető (és Montréal alatt, Sorelnél torkolló) Richelieu-folyó, legnagyobb szigete Québecnél az Orléans-sziget.
A világ legnagyobb és talán legszabályosabb alakú tölcsértorkolatával ömlik a Szent Lőrinc-öbölbe. Ez a torkolat az Orléans-szigettől az Anticosti-szigetig 392 km hosszú, és ezen a távon a víztükör 13 km-ről 113 km-re szélesedik. A torkolat szabályos jellege annak köszönhető, hogy előtte a folyam jóval kevesebb hordalékot szállít, mint amennyire hozama alapján képes lenne, ugyanis az Ontario-tó és a tölcsér kezdete közt végig bevágódó völgyben, szálkőzeten folyik, és abból csak kevés hordalékot tud felvenni (Czaya). Vizén az árapály Québectől érezhető. St.Pashaltól brakkvizű. Itt terül el déli oldalán a Szent Lőrinc-síkság (MNL). A torkolat alsó végpontját egyes szerzők a déli part kiszögellése, a Rosier-fok és a Mingan-sziget vonalába teszik, mások az északi parton található Chat-foknál húzzák meg (Révai).
Vízgyűjtő területének része a Föld legnagyobb édesvizű tórendszere, az észak-amerikai Nagy-tavak. Teljes vízgyűjtője a Nagy-tavak területét is beleértve 1,3442 millió km². Ebből:
- 839 200 km² jut Kanadára és
- 505 000 km² az Egyesült Államokra.

Vízjárása a tavak kiegyenlítő hatása miatt rendkívül egyenletes;  a torkolatnál mért vízhozamát a különböző források rendkívül eltérően adják meg. Átlagos hozama a Saguenay-folyó torkolata alatt 116 800 m³/s.[forrás?]

## Megismerésének története
Ez a folyó volt az Európából érkező felfedezők fő közlekedési útja az amerikai kontinens belsejébe. A francia Jacques Cartier volt az első felfedező ezen a tájon. Ő 1534-ben érkezett ide; a franciák Kanada-folyónak, később hívták a Szent-Lőrinc folyót. A Szent Lőrinc-folyó mellett épültek fel Kanada első városai: Québec és Montréal.
A folyó felsőbb szakaszán a víz több helyen is annyira felgyorsul, hogy elsodorja a folyásiránnyal szemben úszó hajókat, ezért a folyó eredetileg csak Montréalig volt hajózható. Az erős sodrást a folyóval párhuzamos Szent Lőrinc-víziút megépítésével küszöbölték ki. A mesterséges víziút lehetővé tette, hogy a folyó eredeti medrét természetes állapotában meghagyják.

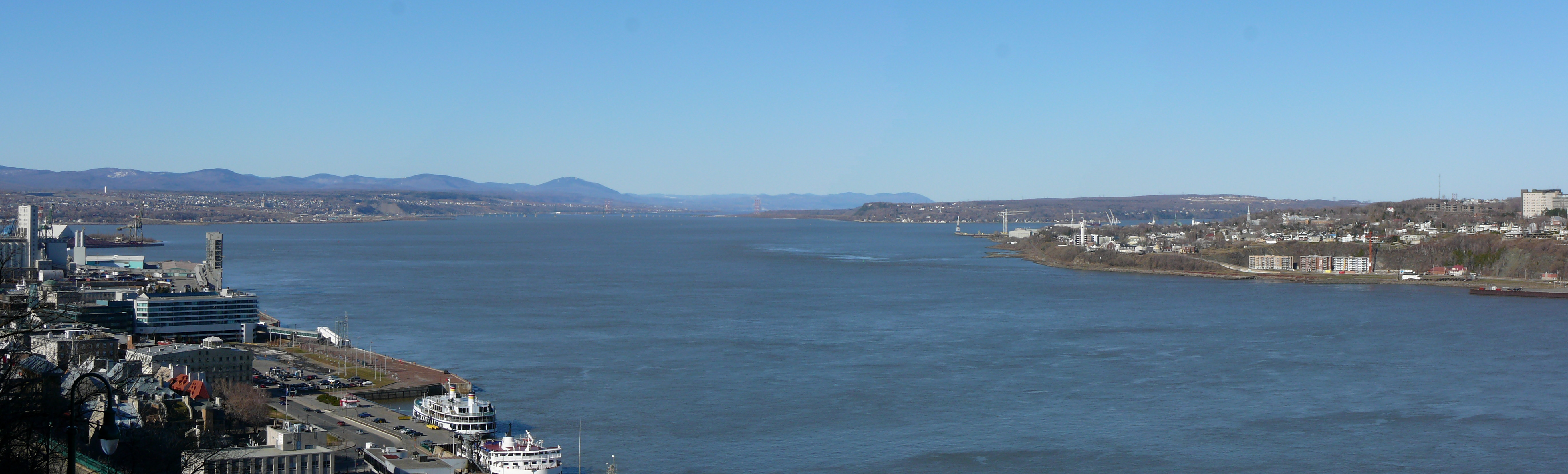
A Szent Lőrinc-folyó Québec (balra) és Lévis (jobbra) között. A távolban a kép közepén az Orléans-sziget — Île d'Orléans — látható